# Medgar Evers
Medgar Wiley Evers (Decatur, 2 luglio 1925 – Jackson, 12 giugno 1963) è stato un attivista e politico statunitense.
Il suo assassinio ha ispirato diverse opere, tra cui L'agguato - Ghosts from the Past di Rob Reiner, candidato ai premi Oscar 1997 per il miglior attore non protagonista.

## Biografia
Medgar Evers nacque il 2 luglio 1925 a Decatur, Mississippi. Nel 1943 si arruolò nell'esercito con il fratello Charlie e combatté in Francia nella seconda guerra mondiale. Fu congedato con onore nel 1945 con il grado di sergente. Nel 1948, si iscrisse alla Alcorn State University. Il 24 dicembre 1951 sposò Myrlie Beasley e si laureò l'anno successivo. La coppia successivamente si trasferì a Mound Bayou. Evers entrò in contatto con il Regional Council of Negro Leadership (RCNL), organizzazione a favore dei diritti civili e delle organizzazioni di auto-aiuto, e con il presidente del tempo, T.R. M. Howard.
Il coinvolgimento nel RCNL ebbe un ruolo cruciale nella sua formazione politica. Egli contribuì a organizzare il boicottaggio delle stazioni di servizio che negavano ai neri l'uso dei loro servizi igienici, distribuendo adesivi con lo slogan "Non comprare gas (gasoline, benzina n.d.t.) dove non puoi utilizzare il bagno". Insieme al fratello Charles Evers partecipò alle annuali conferenze del RCNL in Mound Bayou tra il 1952 e il 1954. Nel febbraio del 1954 Evers fece richiesta di iscrizione alla Facoltà di legge dell'Università del Mississippi, nonostante fosse preclusa agli studenti di colore. Quando la sua domanda fu respinta, Evers fece causa all'università. Il suo caso fu utilizzato, con altri, dalla National Association for the Advancement of Colored People per la campagna del 1954 contro la segregazione razziale: il 17 maggio 1954 la Corte Suprema degli Stati Uniti con una storica sentenza diede ragione alla NAACP e dichiarò incostituzionale la segregazione razziale nelle scuole pubbliche. Grazie al suo coinvolgimento, il 24 novembre 1954 Evers fu nominato primo segretario locale della NAACP.
L'attivismo di Evers nella lotta per l'affermazione dei diritti civili non conobbe soste in quegli anni: fu coinvolto in una campagna di boicottaggio nei confronti di commercianti che vendevano solo ai bianchi; sostenne concretamente la battaglia che portò l'Università del Mississippi ad ammettere tra i propri studenti James Meredith nel 1962, primo studente di colore dell'ateneo; svolse pubbliche indagini sull'assassinio di Emmett Till, travestendosi da raccoglitore di cotone per individuare gli assassini; dichiarò pubblicamente il proprio sostegno alla causa di Clyde Kennard per l'ammissione all'University of Southern Mississippi. Tutto ciò fece di lui un leader nella lotta per l'affermazione dei diritti civili dei neri e, di conseguenza, divenne oggetto di numerose minacce. Il 28 maggio 1963 una bottiglia molotov venne gettata nella rimessa della casa di Evers. Cinque giorni prima della sua morte, fu quasi investito sulla porta dell'ufficio del NAACP.
Evers fu anche membro della Gran Loggia di Prince-Hall della Massoneria, che riunisce i massoni americani neri.

### L'assassinio e la vicenda giudiziaria
Il 12 giugno 1963, mentre usciva dalla sua auto al ritorno da una riunione con gli avvocati del NAACP, Evers fu assassinato con un colpo di fucile alla schiena, davanti alla propria casa. Morì in un ospedale locale cinquanta minuti più tardi, poche ore dopo lo storico discorso del Presidente John Fitzgerald Kennedy a sostegno dei diritti civili. Fu sepolto il 19 giugno nel cimitero nazionale di Arlington con gli onori militari di fronte a una folla di oltre tremila persone. Il 23 giugno 1964, Byron De La Beckwith, un venditore di fertilizzanti membro del Consiglio dei cittadini bianchi e del Ku Klux Klan, fu arrestato per l'omicidio di Evers.
Durante la prima udienza, nel 1964, De La Beckwith ricevette le visite dell'ex governatore del Mississippi Ross Barnett e del maggior generale dell'esercito Edwin A. Walker. Per ben due volte quell'anno le giurie, composte da soli bianchi, non raggiunsero un verdetto sulla colpevolezza di De La Beckwith. L'omicidio di Evers e l'esito inconcludente dei processi causarono tumulti. Tra coloro che presero posizione a seguito della morte di Evers e della vicenda giudiziaria, furono numerosi i musicisti che dedicarono al caso delle composizioni: nel 1963 Bob Dylan scrisse la canzone Only a Pawn in Their Game; Nina Simone riprese il tema nella sua canzone Mississippi Goddam; Phil Ochs scrisse Too Many Martyrs, il cui titolo originale era Ballad of Medgar Evers, e Another Country in risposta all'assassinio; Malvina Reynolds citò Evers nella canzone It Isn't Nice (1964) e Jackson C. Frank scrisse il verso "Ma non ci sono parole per riportare Evers indietro" nella sua canzone Don't Look Back (1965). Tra gli scrittori, Eudora Welty scrisse per il New Yorker un racconto breve sulla vicenda, intitolato Where is the Voice Coming From, nel quale la voce narrante è l'assassino di Medgar Evers; anche Rex Stout scrisse il romanzo A Right to Die, ispirandosi ai fatti accaduti. Alla sua morte è inoltre dedicata la composizione The Funeral del sassofonista jazz Archie Shepp.
Nel 1994, trent'anni dopo i due processi senza verdetto, De La Beckwith è stato nuovamente processato sulla base di nuove evidenze. Durante il processo, il corpo di Evers venne riesumato per l'autopsia, e fu trovato in ottimo stato di conservazione grazie all'imbalsamazione. Il 5 febbraio 1994, di fronte a una giuria composta da quattro bianchi e otto uomini di colore, De La Beckwith fu condannato all'ergastolo per l'omicidio di Medgar Evers, dopo tre decenni vissuti da uomo libero. Egli ricorse in appello ma la richiesta fu rigettata. De La Beckwith morì in carcere il 21 gennaio del 2001.